# مستحضرات الحديد

تُستخدم مستحضرات الحديد في الوقاية والعلاج من فقر الدم الناجم عن نقص الحديد. تشمل أمثلة تحضير الحديد كبريتات الحديدوز، وغلوكونات الحديدوز، والفومارات الحديدية. يمكن تناوله من طريق الفم، أو من طريق الحقن الوريدي، أو الحقن العضلي.
يحفز الحديد إنتاج خلايا الدم الحمراء، وينظم ذلك من طريق العديد من البروتينات الرابطة للحديد في الجسم، مثل: (الفيريتين، والترانسفيرين). بعد نقله إلى خلايا نخاع العظم، يشكل الحديد مركبًا مع بروتينات الهيم لتخليق الهيموجلوبين.
أشكال الجرعات المختلفة لمستحضرات الحديد لها طرق امتصاص مختلفة. تؤخذ مكملات الحديد من طريق الفم، ويجري امتصاصه في القناة الهضمية من طريق الناقلات والبروتينات الحاملة، ويفرز في مجرى الدم. يفرز الحديد الموجود في حقن مستحضرات الحديد من طريق انقسام المركب المحيط بوساطة الخلايا البلعمية.بعد وصوله إلى مجرى الدم، يصبح جزءًا من تجمع الحديد الداخلي، ويؤسس التوزيع الطبيعي للحديد البشري، والتمثيل الغذائي، والتخلص منه.
التسمم بالحديد هو حالة طبية قاتلة. بسبب تشبع بروتين الفيريتين المرتبط بالحديد، يصبح الحديد في البلازما سامًا، ما يعزز تلف الميتوكوندريا بيروكسيد، وبالتالي موت الخلايا. تنقسم عملية تسمم الحديد إلى أربع مراحل سريرية، وهي تلف الجهاز الهضمي، والحماض الأيضي، والفشل الكبدي، وانسداد الأمعاء بسبب التندب. يُستخدم غسل الأمعاء بالكامل واستخلاب الحديد في علاج التسمم بالحديد.

## ميكانيكية العمل
تساعد مستحضرات الحديد على تكون الكريات الحمر لزيادة إنتاج خلايا الدم الحمراء ونقل الأكسجين في جهاز الدوران. يُنقل الحديد غير الهيم عبر الغشاء القمي، خلال ناقل معدني ثنائي التكافئ  1(دي إم تي1)، بينما يُنقل الحديد الهيم من طريق ناقل بروتين الهيم 1 (إج سي بّي 1) في الأمعاء الدقيقة. يجري بعد ذلك دمج الحديد وتخزينه على شكل فيريتين في الخلايا البلعمية، ما يزيد من مخزون الحديد في الجسم. ثم يجري تحويل الفيريتين إلى شكل قابل للامتصاص من الحديدوز لربطه بالترانسفيرين، وهو ناقل للحديد في الدورة الدموية. يحفز مستوى الترانسفيرين المرتفع المنقول إلى خلايا نخاع العظام إنتاج كريات الدم الحمراء، ما يسهل نقل الأكسجين في مجرى الدم.

## سمية الحديد وعلاجه
لأن الحديد محفز قوي، فإنه مسؤول عن تحويل الأشكال المختزلة من الأوكسجين إلى جذور هيدروكسيل ضارة في الجسم. تؤدي الكمية الزائدة من الحديد إلى إنتاج جرعة عالية من أنواع الأوكسجين التفاعلية (آر أو إس). تعد الجرعات العالية من أنواع الأوكسجين التفاعلية سامة للخلايا، ويمكن أن تؤدي إلى حالات التهابية مزمنة وحادة. لذلك، فإن تنظيم مستوى الحديد بالبروتينات الرابطة للحديد ضروري، مثل: (الترانسفيرين لنقل واستيراد الحديد إلى الخلايا، والفيريتين لتخزين الحديد). تمنع البروتينات المنظمة للحديد تراكم الحديد الخلوي السام، ما يحافظ على التوازن بين امتصاص وتخزين الحديد الخلوي.  
في أثناء تناول جرعة زائدة من الحديد، تكون آلية الحماية غير كافية للحد من تركيز الحديد الخلوي. فشل كمية الحديد الهائلة في الارتباط بالفيريتين للتخزين. يظهر التركيز العالي للحديد في مجرى الدم على شكل حديد البلازما السام غير المرتبط بالترانسفيرين (إن تي بي آي). في أسوأ الحالات، يسرع تركيز الحديد الخلوي العالي من امتصاص الحديد غير الترانسفيرين، ما يؤدي إلى تراكم حديد البلازما في المرتبط بالترانسفيرين.

يعد إن تي بي آي سامًا للخلايا نظرًا إلى قدرته على تعزيز تكوين جذور الهيدروكسيل الحرة، وهو أحد أنواع آر أو إس،  وينتج عن هذا الضرر تورم وتحلل الميتوكوندريا. تستنفد الخلايا المحملة بالحديد محتوى أي تي بّي في الميتوكوندريا، وتموت في النهاية.

بخلاف آلية السمية، صُنفت أربع مراحل سريرية لسمية الحديد:

المرحلة الأولى: هي المرحلة الأولية من زيادة الحديد في الأمعاء والدورة الدموية. يتسبب تركيز الحديد المرتفع في حدوث نخر نزفي وتقرح في الأمعاء العلوية، ما يؤدي إلى تكسر الحاجز المخاطي المعوي وفقدان الدم. إضافةً إلى ذلك، يؤدي تطور إن تي بي آي إلى انهيار الدورة الدموية وانخفاض الوعي.
المرحلة الثانية: مستقرة نسبيًا، مع تحسن في الوعي. يؤدي الانخفاض في مستوى حديد البلازما نتيجة الامتصاص الخلوي إلى شعور زائف بالأمان.
المرحلة الثالثة: هي أخطر مرحلة بسبب تسمم الحديد داخل الخلايا. يحفز الحديد الغشاء الداخلي للميتوكوندريا، ما يؤدي إلى تلف الأكسدة واضطراب الفسفرة التأكسدية. تجري إعاقة تخليق أي تي بي، ما يؤدي إلى خلل في الوظائف الخلوية، وحتى الموت. يتطور انخفاض ضغط الدم مرة أخرى بعد يومين إلى خمسة أيام من تناول الحديد، مصحوبًا بخلل شديد في الأعضاء يشمل الكبد والقلب والدماغ. حدوث بداية مفاجئة لفشل كبدي حاد، مع نقص السكر في الدم، واعتلال التخثر، ومن المحتمل أن يحدث الحامض الأيضي المتفاقم، ما يؤدي إلى نتائج قاتلة.
نادرًا ما يُنظر إلى المرحلة الرابعة بأنها حالات محدودة من التسمم بالحديد، ويمكن أن تنجو من المرحلة الثالثة. من المحتمل أن يصاب المرضى الناجون من المرحة الثالثة بتضيق أو انسداد معوي بسبب الندوب.

يشمل علاج الجرعة الزائدة من الحديد إزالة التلوث من الجهاز الهضمي (جي آي)، واستخلاب الحديد والرعاية الداعمة. يمكن إجراء الغسل الكامل للأمعاء بكميات كبيرة من محلول إلكتروليت بولي إيثيلين جلايكول متوازن تناضحيًا لطرد الحديد الزائد في الجهاز الهضمي. في الحالات الخطيرة، قد تكون هنالك حاجة إلى استخلاص الحديد من طريق الحقن في الوريد، مثل ديفيروكسامين. يربط الحديد وأيونات المعادن الأخرى بالمخلب، ويجري التخلص منه من طريق البول. قد تكون الرعاية الداعمة ضرورية أيضًا للمرضى، الذين يعانون من صعوبة التنفس، واضطراب الجهاز الهضمي، من طريق توفير التهوية الميكانيكية والإماهة على التوالي.